# Synonchus armatus
Synonchus armatus is een rondwormensoort uit de familie van de Leptosomatidae. De wetenschappelijke naam van de soort is voor het eerst geldig gepubliceerd in 1923 door Ditlevsen.